# Citroën Cactus M
Der Cactus M ist ein Konzeptfahrzeug das Citroën 2015 auf der IAA Frankfurt präsentierte. Basierend auf dem Citroën C4 Cactus gab der Cactus M einen Ausblick auf ein Nachfolgemodell für den Citroën Méhari. Daher auch das M für Méhari.

## Beschreibung

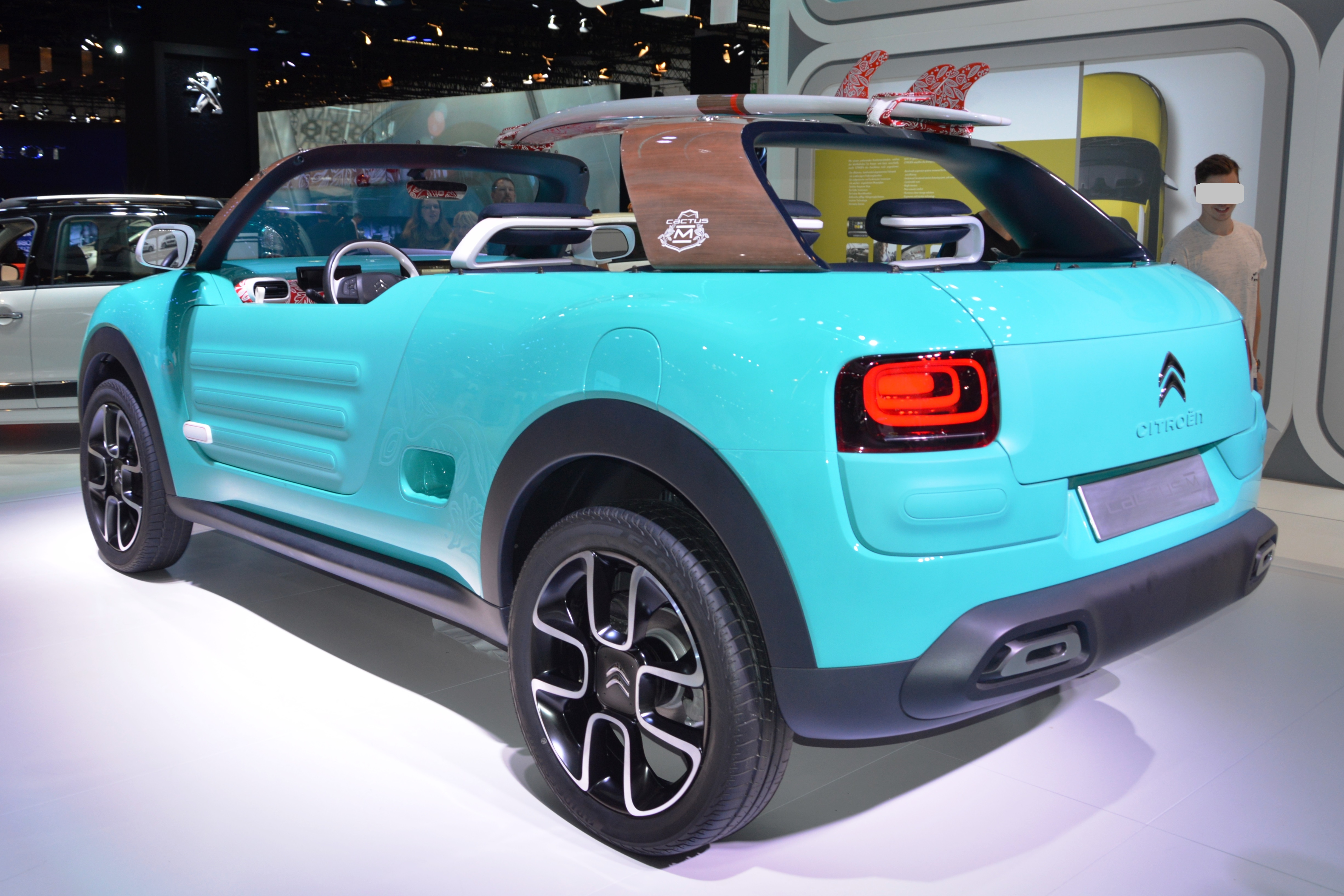
Seiten / Rückansicht

Gegenüber dem C4 Cactus ist beim Cactus M Concept sowohl die Länge als auch der Radstand verkürzt. Die auf möglichst geringes Gewicht und Produktionskosten beschränkte Bauweise und den futuristischen Innenraum behielt das Konzeptfahrzeug aber bei. Der Cactus M verfügt gegenüber dem Basismodell über eine höher gelegte Karosserie, eine steiler gestellte Frontscheibe mit einem Überrollbügel auf dem Rahmen der Windschutzscheibe, und über eine Grip Control genannte Antriebsschlupfregelung mit Tall & Narrow Reifen für mehr Wendigkeit und auch anspruchsvollstes Gelände oder Steigungen so schnell wie möglich zu bewältigen zu können. Eine Besonderheit war das Cabrioverdeck. Eine im Kofferraumdeckel angebrachte Erweiterung ließ sich mittels Aufblassystem in ein selbsttragendes Zelt für zwei Personen verwandeln.
Citroën entschied sich schließlich aber nicht für eine Serienproduktion, sondern entwickelte zusammen mit Bolloré den Citroën e-Méhari auf Basis des Bolloré Bluesummer und bietet diesen seit 2016 in seiner Modellpalette an.